# Scott C. Miller

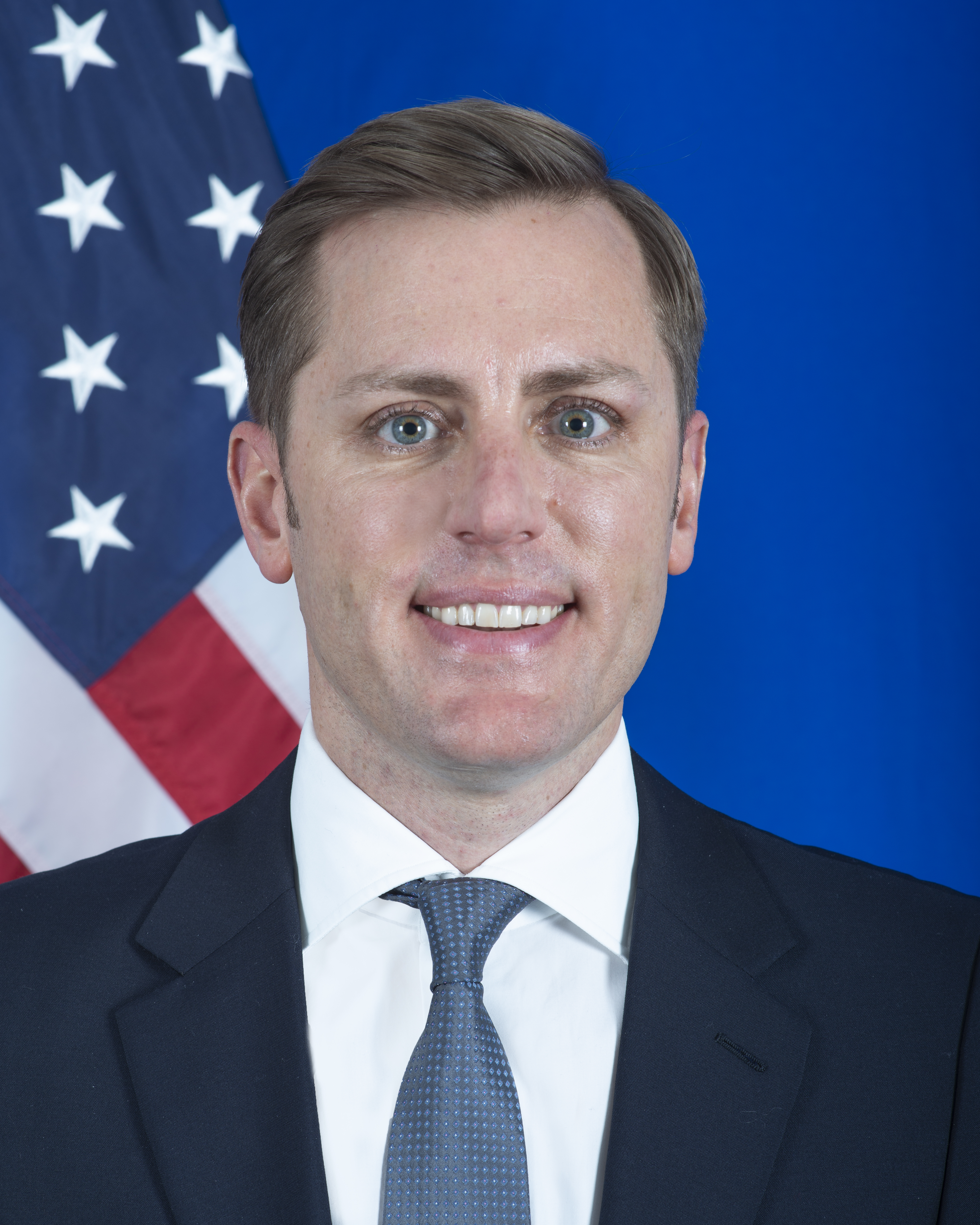
Scott Miller (2022)

Scott C. Miller (* 13. Mai 1979 in Denver, Colorado) ist ein US-amerikanischer Aktivist, Mäzen und Diplomat. Vom 11. Januar 2022 bis Januar 2025 war er Botschafter der Vereinigten Staaten für die Schweiz und Liechtenstein. 

## Leben
Miller wuchs in seinem Geburtsort Denver auf. Er studierte an der University of Colorado in Boulder, Colorado, wo er 2001 mit einem Bachelor of Science in Betriebswirtschaftslehre abschloss. Danach war er kurzzeitig als Consultant bei Accenture sowie als Eventplaner tätig, bevor er in die Vermögensberatung der UBS in Denver wechselte.
Er ist zudem, zusammen mit seinem Ehemann, dem Mäzen Tim Gill, als Aktivist aktiv und setzt sich stark für LGBT-Rechte ein. Bis zu seinem Rücktritt war er Co-Chair der Gill Foundation in Denver. Gill und Miller sind zudem enge Vertraute des Gouverneurs von Colorado, Jared Polis, und spendeten seit 2010 mindestens 3,6 Millionen US-Dollar für demokratischen Wahlkampf. Miller gehörte zu den Unterstützern von Hillary Clinton und Joe Biden bei den Präsidentschaftswahlen 2016 und 2020.

## Botschafter in der Schweiz und Liechtenstein
Bereits in der Kampagne um die Präsidentschaft im Jahr 2019 war Miller als Berater von Jill Biden tätig. Am 6. August 2021 wurde er durch US-Präsident Joe Biden für die Position als Botschafter nominiert. Diese Position wird traditionellerweise an politische Vertraute, oftmals Spender der Wahlkampagnen, vergeben. Am 10. August 2021 wurde seine Nominierung dem US-Senat vorgeschlagen. Am 18. Dezember 2021 wurde er durch den Senat bestätigt und Miller wurde am 21. Dezember 2021 vereidigt. 
Am 11. Januar 2022 trat er sein Amt an und präsentierte sein Beglaubigungsschreiben Ignazio Cassis. Die Position war seit Januar 2021, nach dem Rücktritt von Edward McMullen, längere Zeit vakant gewesen. Am 16. Februar 2022 übergab er sein Beglaubigungsschreiben auch Erbprinz Alois von Liechtenstein auf Schloss Vaduz. Miller setzt sich in seiner Rolle als Botschafter unter anderem für das Lehrstellen-Modell ein, welches bereits bei Jill Biden, damals als Gattin des Vizepräsidenten, Anklang gefunden hatte.
2024 wurde Callista Gingrich durch Donald Trump zu seiner Nachfolgerin ernannt (die Bestätigung durch den Senat werde 2025 erfolgen).

## Familie
Seit 2009 ist Miller mit Tim Gill (* 1953), einem IT-Unternehmer und Gründer von Quark Inc., verheiratet.